# 283 pr. n. št.

## Smrti
- Demetrij I. Makedonski, makedonski kralj (* 337 pr. n. št.)
- Ptolemaj I. Soter, faraon Egipta (* 367 pr. n. št.)